# الهجر (لحج)
الهجر هي إحدى قرى الجمهورية اليمنية. تتبع جغرافيا لمحافظة لحج و إداريًا لمديرية يافع. يبلغ تعداد سكانها 1093 نسمة حسب الإحصاء الذي أجري عام 2004.